# Presidente de la Corte Suprema de los Estados Unidos
El presidente de la Corte Suprema de los Estados Unidos (en inglés: Chief Justice of the United States Supreme Court; formalmente, Chief Justice of the United States) es la cabeza del poder judicial del Gobierno federal de los Estados Unidos, y quien preside la Corte Suprema. Como el juez de mayor grado del país, es quien guía los asuntos de la Corte y preside el Senado en los casos de juicio político. En la tradición moderna, también tiene el deber de tomarle juramento al presidente de los Estados Unidos cuando asume su cargo, pero esto no es requerido por la Constitución ni por otra ley. De hecho, la Constitución de los Estados Unidos no establece explícitamente el cargo de juez presidente, pero presupone su existencia infiriéndola del Artículo I, sección 3: "Cuando el presidente de los Estados Unidos esté siendo juzgado, el juez presidente deberá presidir." Eso es todo lo que la Constitución señala sobre el cargo, incluyendo cualquier distinción entre el juez presidente y los otros, llamados jueces asociados de la Corte Suprema, quienes no son mencionados en la Constitución.
El actual presidente de la Corte Suprema es John Roberts, quien fue nominado por el presidente George W. Bush. Asumió el cargo el 29 de septiembre de 2005 luego de ser confirmado por el Senado.

## Lista de presidentes de la Corte Suprema
| #    | Presidente | Presidente                        | Inicio del mandato       | Fin del mandato          | Nombramiento presidencial | Nombramiento presidencial          | Elección (a favor-en contra) |
| ---- | ---------- | --------------------------------- | ------------------------ | ------------------------ | ------------------------- | ---------------------------------- | ---------------------------- |
| 1.º  |            | John Jay (1745-1829)              | 19 de octubre de 1789    | 29 de junio de 1795      |                           | George Washington (Independiente)  | Aclamación                   |
| 2.º  |            | John Rutledge (1739-1800)         | 12 de agosto de 1795     | 28 de diciembre de 1795  | 10-14                     | George Washington (Independiente)  |                              |
| 3.º  |            | Oliver Ellsworth (1745-1807)      | 8 de marzo de 1796       | 15 de diciembre de 1800  | 21-1                      | George Washington (Independiente)  |                              |
| 4.º  |            | John Marshall (1755-1835)         | 4 de febrero de 1801     | 6 de julio de 1835       |                           | John Adams (Federalista)           | Aclamación                   |
| 5.º  |            | Roger B. Taney (1777-1864)        | 28 de marzo de 1836      | 12 de octubre de 1864    |                           | Andrew Jackson (Demócrata)         | 29-15                        |
| 6.º  |            | Salmon P. Chase (1808-1873)       | 15 de diciembre de 1864  | 7 de mayo de 1873        |                           | Abraham Lincoln (Republicano)      | Aclamación                   |
| 7.º  |            | Morrison Waite (1816-1888)        | 4 de marzo de 1874       | 23 de marzo de 1888      |                           | Ulysses S. Grant (Republicano)     | 63-0                         |
| 8.º  |            | Melville Fuller (1833-1910)       | 8 de octubre de 1888     | 4 de julio de 1910       |                           | Grover Cleveland (Demócrata)       | 41-20                        |
| 9.º  |            | Edward Douglass White (1745-1807) | 19 de diciembre de 1910  | 19 de mayo de 1921       |                           | William Howard Taft (Republicano)  | Aclamación                   |
| 10.º |            | William Howard Taft (1857-1930)   | 11 de julio de 1921      | 3 de febrero de 1930     |                           | Warren G. Harding (Republicano)    | Aclamación                   |
| 11.º |            | Charles Evans Hughes (1862-1948)  | 24 de febrero de 1930    | 30 de junio de 1941      |                           | Herbert Hoover (Republicano)       | 52-26                        |
| 12.º |            | Harlan F. Stone (1872-1946)       | 3 de julio de 1941       | 22 de abril de 1946      |                           | Franklin D. Roosevelt (Demócrata)  | Aclamación                   |
| 13.º |            | Fred M. Vinson (1890-1953)        | 24 de junio de 1946      | 8 de septiembre de 1953  |                           | Harry S. Truman (Demócrata)        | Aclamación                   |
| 14.º |            | Earl Warren (1891-1974)           | 5 de octubre de 1953     | 23 de junio de 1969      |                           | Dwight D. Eisenhower (Republicano) | 52-26                        |
| 15.º |            | Warren E. Burger (1907-1995)      | 23 de junio de 1969      | 26 de septiembre de 1986 |                           | Richard Nixon (Republicano)        | 74-3                         |
| 16.º |            | William Rehnquist (1924-2005)     | 26 de septiembre de 1986 | 3 de septiembre de 2005  |                           | Ronald Reagan (Republicano)        | 65-33                        |
| 17.º |            | John Roberts (n. 1955)            | 29 de septiembre de 2005 | en el cargo              |                           | George W. Bush (Republicano)       | 78-22                        |